# Labico
Labico és un comune (municipi) de la ciutat metropolitana de Roma, a la regió italiana del Laci, situat uns 35 km al sud-est de Roma. L'1 de gener de 2018 tenia 6.469 habitants.
Limita amb els municipis de Palestrina i Valmontone.